# La Moixa (Camarasa)
La Moixa és una muntanya de 767 metres que es troba al municipi de Camarasa, a la comarca catalana de la Noguera.